# Simon Savignol
Pour les articles homonymes, voir Savignol.
Simon Marius Savignol est un pharmacien, dessinateur caricaturiste et homme politique français né le 17 septembre 1866 à Toulouse (Haute-Garonne) et mort le 24 avril 1938 à Nice (Alpes-Maritimes)

## Biographie

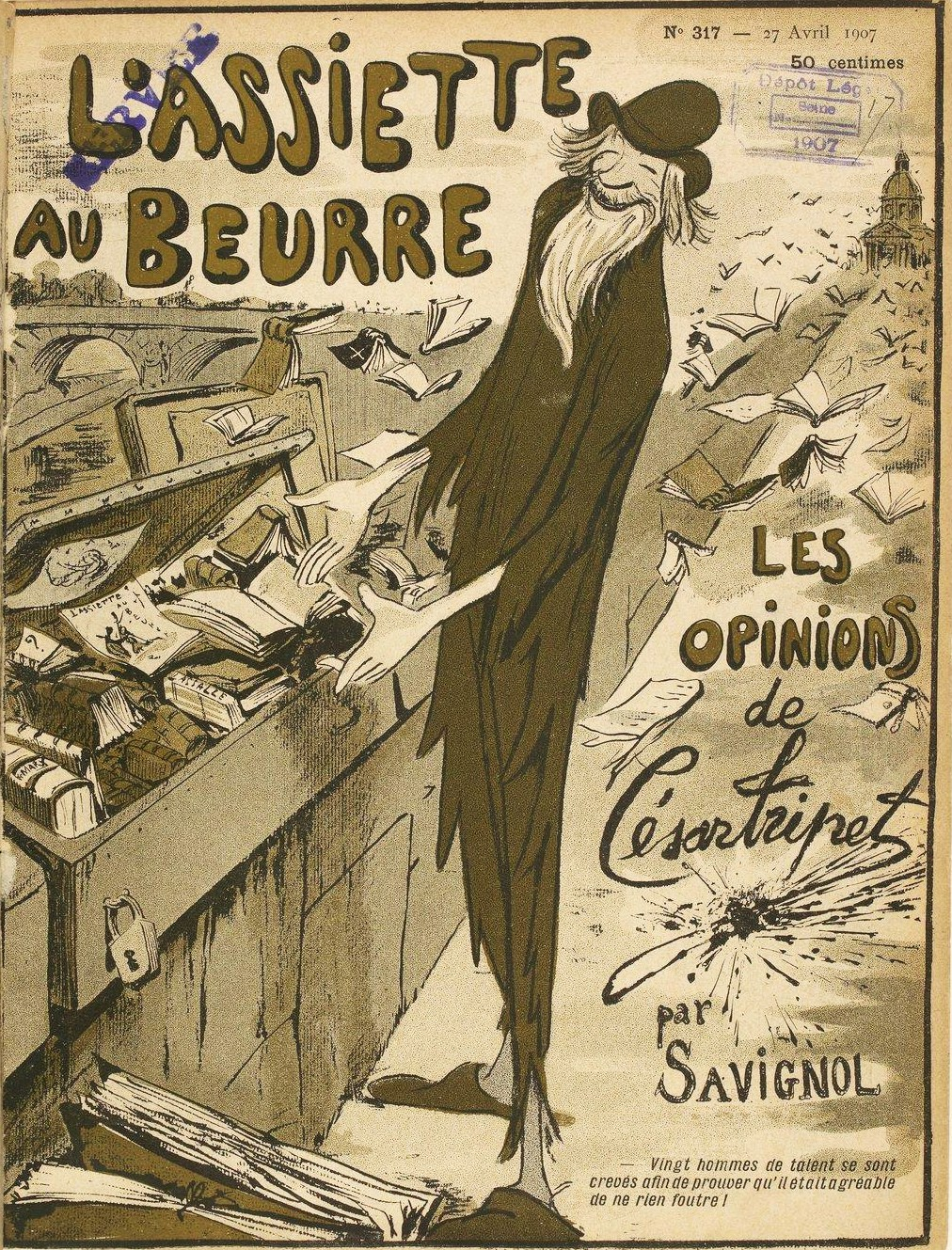
L'Assiette au beurre du 27 avril 1907 signée Savignol.

Pharmacien à Saint-Lys, il devient conseiller d'arrondissement, puis est élu maire de Saint-Lys le 10 mars 1907, pour réélu en 1908 et 1912. Il devient conseiller général de 1913 à 1937 comme radical-socialiste. Il est élu sénateur de la Haute-Garonne en octobre 1928, siège qu'il occupe jusqu'à sa mort, inscrit au groupe de la Gauche démocratique. Il s'occupe surtout des sujets relatifs à l'enseignement des beaux-arts. Il est président du groupe de l'art du Sénat en 1937.
Son intérêt pour l'art s'explique sans doute par ses activités de caricaturiste humoriste menées dès les années 1900 et jusque dans les années 1920 : signant « Marius Savignol » ou « Savignol », son coup de crayon est très stylisé et immédiatement reconnaissable ; Savignol ne cachait en rien son goût pour le dessin et son art était apprécié de son vivant. 
Pour L'Assiette au beurre, il crée en 1907 le personnage de César Tripet, un vagabond plein d'humour et assez irrespectueux. Ses dessins satiriques furent également publiés dans Le Rire, Le Sourire, La Question du jour, Les Galonnés... Pour Le Cri de Toulouse, après guerre, il invente un personnage longiligne et échevelé, Piroulet. Antigermaniste convaincu, certaines de ses caricatures anticipent très tôt le conflit de 1914-1918. Il croqua également des hommes politiques de tous bords.
Il se lie à Nadar qui l'admirait, expose au Salon des humoristes, ainsi qu'à la galerie La Boétie et au Palais des Glaces à Paris. 